# Vzpon in padec
Vzpon in padec (angleško Sweet and Lowdown) je ameriški komično-dramski film iz leta 1999, ki ga je režiral in zanj napisal scenarij Woody Allen. Ohlapno temelji na Fellinijevem filmu Cesta iz leta 1954. V izmišljeni zgodbi, postavljeni v 1930-ta leta, se samozavestni jazzovski kitarist Emmet Ray (Sean Penn) zaljubi v nemo dekle (Samantha Morton). V glavnih vlogah nastopita še Uma Thurman in Anthony LaPaglia. Kot v nekaterih Allenovih filmih, npr. Zelig, zgodbo prekinjajo intervjuji s kritiki in biografi, kot so Allen, Nat Hentoff in Douglas McGrath, ki podajajo komentarje o likih in zgodbi v dokumentarnem slogu. 
Film je eden bolje ocenjenih filmih iz Allenovega poznejšega obdobja. Penn in Mortonova sta bila nominirana za oskarja za najboljši glavno moško in žensko stransko vlogo. Na strani Rotten Tomatoes je film prejel oceno 77%.

## Vloge
- Sean Penn kot Emmet Ray
- Samantha Morton kot Hattie
- Anthony LaPaglia kot Al Torrio
- Uma Thurman kot Blanche
- James Urbaniak kot Henry
- John Waters kot g. Haynes
- Gretchen Mol kot Ellie
- Denis O'Hare kot Jake
- Molly Price kot Ann
- Brian Markinson kot Bill Shields
- Tony Darrow kot Ben
- Daniel Okrent kot A.J. Pickman
- Brad Garrett kot Joe Bedloe
- Woody Allen
- Ben Duncan
- Nat Hentoff
- Douglas McGrath
- Kaili Vernoff kot Gracie